# Seychelles en los Juegos Olímpicos de Río de Janeiro 2016
El Equipo Olímpico de Seychelles (identificado con el código SEY) es una de las delegaciones participantes en los Juegos Olímpicos, representante de Seychelles.

## Deportes
Atletismo
- Ned Azemia (400 metros masculinos con vallas)
- Lissa Labiche (Salto de altura)

Boxeo
- Andrique Allisop (Peso ligero masculino)

Judo
- Dominic Dugasse (-100 kg masculinos)

Vela
- Jean-Marc Gardette (RSːX)
- Rodney Govinden (Laser)
- Allan Julie (Finn)

Natación
- Adam Viktora (50 metros masculinos estilo libre)
- Alexus Laird (100 metros femeninos espalda)

Halterofilia
- Rick Confiance (-62 kg masculinos)